# Southwestern Entomologist
Southwestern Entomologist – amerykańskie, recenzowane czasopismo naukowe publikujące w zakresie entomologii
Czasopismo to publikowane jest przez Society of Southwestern Entomologists. Ukazuje się od czerwca 1976 roku. Wychodzi cztery razy do roku: w marcu, czerwcu, wrześniu i grudniu.
W 2017 roku jego wskaźnik cytowań według Scimago Journal & Country Rank wyniósł 0,340 co dawało mu 85. miejsce wśród czasopism poświęconych naukom o owadach.